# Park Stülpe und Schönefelder Busch
Park Stülpe und Schönefelder Busch este o arie protejată (arie specială de conservare — SAC, sit de importanță comunitară — SCI) din Germania întinsă pe o suprafață de 49,74 ha, integral pe uscat.

## Localizare
Centrul sitului Park Stülpe und Schönefelder Busch este situat la coordonatele 52°04′46″N 13°21′42″E / 52.0794°N 13.3617°E.

## Înființare
Situl Park Stülpe und Schönefelder Busch a fost declarat sit de importanță comunitară în septembrie 2000.

## Biodiversitate
Situată în ecoregiunea continentală, aria protejată conține 1 habitat natural: Păduri de stejar sau de stejar și carpen sub-atlantice și medio-europene de Carpinion betuli.
La baza desemnării sitului se află o specie protejată de  nevertebrate: croitorul mare al stejarului (Cerambyx cerdo).
Pe lângă speciile protejate, pe teritoriul sitului au mai fost identificate 5 specii de plante, 1 specie de amfibieni.